# 簡易金型
簡易金型（かんいかながた）とは、量産製品の製造工程に使用する金型ではなく、その量産前に少量の試作品の生産を目的として供給される金型である。試作、小規模量産などに使用される。

## 概要
ラピッドプロトタイピングにおいて、従来であれば積層造形法が使用されていたが、表面の後処理や、精度、使用される素材に制限がある等の短所があった。
アルミ合金製の金型や電鋳、強化樹脂やコンクリートを使用した「金型」がある。
金属製の簡易金型では基本的に鋳造後に切削加工によって精密に仕上げる必要がある。亜鉛合金製では融点が低く鋳造性が良くかなりの強度が得られるが、凝固収縮が大きいために切削加工の手間が増える。これを避けるために凝固収縮が少ないビスマス合金製によって切削加工処理を省く工夫も行なわれている。アルミ合金、亜鉛合金、ビスマス合金のいずれでも、簡易金型として使用後には再融解するので材料コストはあまり重要とはならない。
亜鉛合金、ビスマス合金、強化樹脂、高強度セメントによるコンクリートのいずれでも、実用可能な強度を備えた鋭利なカド部は作れないために、カドだけは鋼製の入れ子が必要となる。

## 特徴
アルミ合金製簡易金型
比較的、高精度で小規模量産にも使える。コンピュータ数値制御工作機械で加工する。
電鋳金型
原型に忠実に細密に再現できる。小規模量産に使用されている例もある。樹脂等で出来た原型に硝酸銀の還元反応を利用して表面を導電化する。その後、無電解ニッケルメッキ(カニゼンメッキ)を施す事によって表面を量産に耐えるように硬化する。その後、銅の電鋳によって裏打ちする。模型自動車のタイヤのトレッドパターンを忠実に再現する為にも使用される。
樹脂製金型
短期間に生産できる。耐久性に劣る。近年は3Dプリンタで製造される。
コンクリート製金型
短期間でできる、精度がやや劣る。
積層金型
レーザー等で切り抜いた金属板を積層する事により金型を製造する。
焼結金型
レーザーや放電により、合金粉末を焼結することで金型を製造する。